# 布倫塔山脈

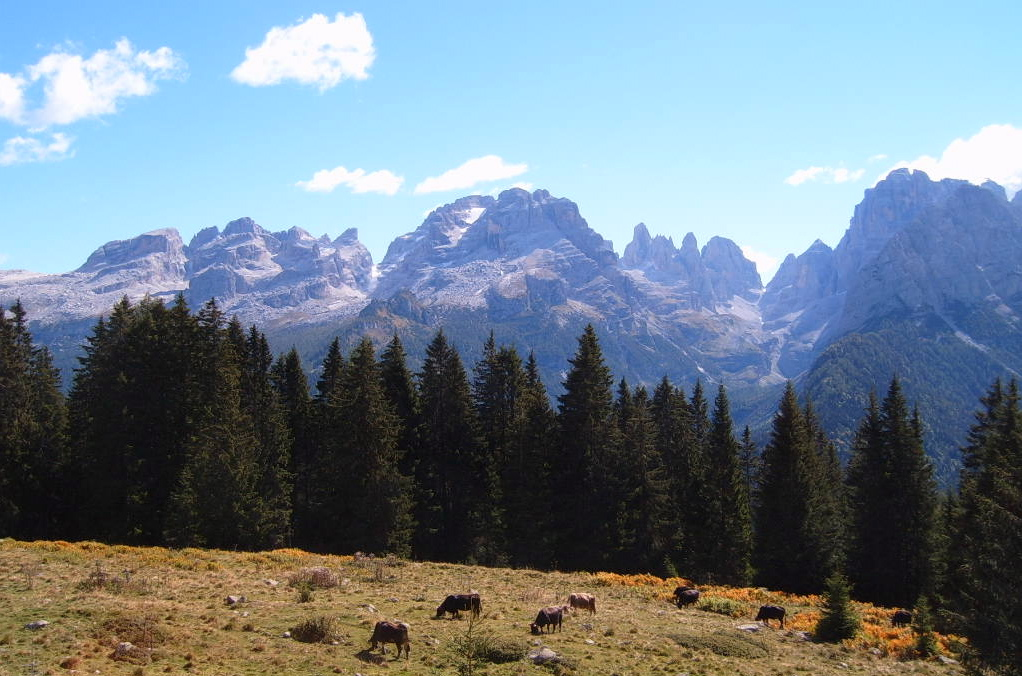

布倫塔山脈（義大利語：Dolomiti di Brenta）是意大利的山脈，是雷蒂亚山脉的一部分，位於該國東北部，由特倫托自治省負責管轄，最高點海拔高度3,173米。